# Flore Vesco
Flore Vesco, nacida en 1981, es una autora francesa de libros para jóvenes. Escribe novelas históricas en las que el humor y el lenguaje juegan un papel importante.

## Biografía
Flore Vesco nació en 1981 en París. Comenzó a dar clases de francés en institutos, y en 2015, publicó su primera novela, “De cape et de mots”. Esta novela de fantasía histórica fue todo un éxito debido al número de ventas.
En su obra “Louis Pasteur contre les loups-garous”, en esta historia de detectives retrata a un personaje imaginario llamado Louis Pasteur. En “Gustave Eiffel et les âmes de fer”, relata las aventuras del creador de la Torre Eiffel en una París fantástica, en un contexto de la revolución industrial. En la obra “L'Estrange Malaventure de Mirella”, trata el cuento de los hermanos Grimm El flautista de Hamelín introduciendo palabras de la lengua medieval.
En 2021 publicó su novela infantil “D'Or et d'oreillers”. La reseña de libros para niños escribió: "El virtuosismo de esta escritora, golosa y experta en todas las curiosidades de nuestra lengua, no deja de divertirnos: ¡anagramas, palíndromos, referencias y metáforas están en la fiesta! [...] Nos invita a un cuento maravilloso a través de la obra maestra de la concisión, “La princesa y el guisante de Andersen”, con la cual Flore Vesco nos ofrece una hipérbole de la sensibilidad femenina, explorando sus rincones más pequeños.
Sus novelas son regularmente candidatas a premios de lectores. Participa en encuentros con sus lectores en universidades y bibliotecas.

## Premios y reconocimientos
- - Premio Vendredi en 2019 por la obra “L’Estrange Malaventure de Mirella”
  - Premio Sorcières en 2020, categoría Carrément passionnant maxi, por la obra “L'Estrange Malaventure de Mirella”
  - Premio Imaginales en 2020, categoría Jeunesse, por la obra “L'Estrange Malaventure de Mirella”
  - Selección en el premio Sorcières 2022, categoría Carrément passionnant maxi, por su obra “D’or et d’oreillers”

## Publicaciones
- - De cape et de mots, Didier Jeunesse, junio 2015
  - Louis Pasteur contre les loups-garous, Didier Jeunesse, septiembre 2016
  - Gustave Eiffel et les âmes de fer, Didier Jeunesse, mayo 2018
  - L'Estrange Malaventure de Mirella, L'École des loisirs, abril 2019
  - 226 bébés, Didier Jeunesse, septiembre 2019
  - D'Or et d'oreillers, L'École des loisirs, marzo 2021

- Datos: Q96020632
- Multimedia: Flore Vesco / Q96020632